# Walter Tammas
William Baldry "Walter" Tammas (Great Yarmouth, Norfolk, 23 d'agost de 1870 – North Walsham, Norfolk, 12 de gener de 1952) va ser un esportista anglès que va competir a principis del segle xx.
El 1908 va prendre part en els Jocs Olímpics de Londres, on guanyà la medalla de bronze en la prova del joc d'estirar la corda formant part de l'equip Metropolitan Police "K" Division.